# Gmina Kobierzyce
Die Gmina Kobierzyce ist eine Landgemeinde im Powiat Wrocławski der Woiwodschaft Niederschlesien in Polen. Ihr Sitz ist das gleichnamige Dorf (deutsch Koberwitz).

## Geographie
Die Gemeinde liegt in Niederschlesien im Schlesischen Tiefland. Der südliche Stadtrand von  Breslau bildet die Nordgrenze der Landgemeinde. Der namensgebende Ort liegt etwa 15 Kilometer südlich des Stadtzentrums der Großstadt.

## Einwohnerentwicklung
Die Einwohnerzahlen der Gemeinde Kobierzyce:
| Jahr | Einwohner |
| ---- | --------- |
| 1995 | 11.371    |
| 2000 | 12.038    |
| 2005 | 13.081    |
| 2008 | 14.508    |
| 2016 | 19.765    |

## Gliederung

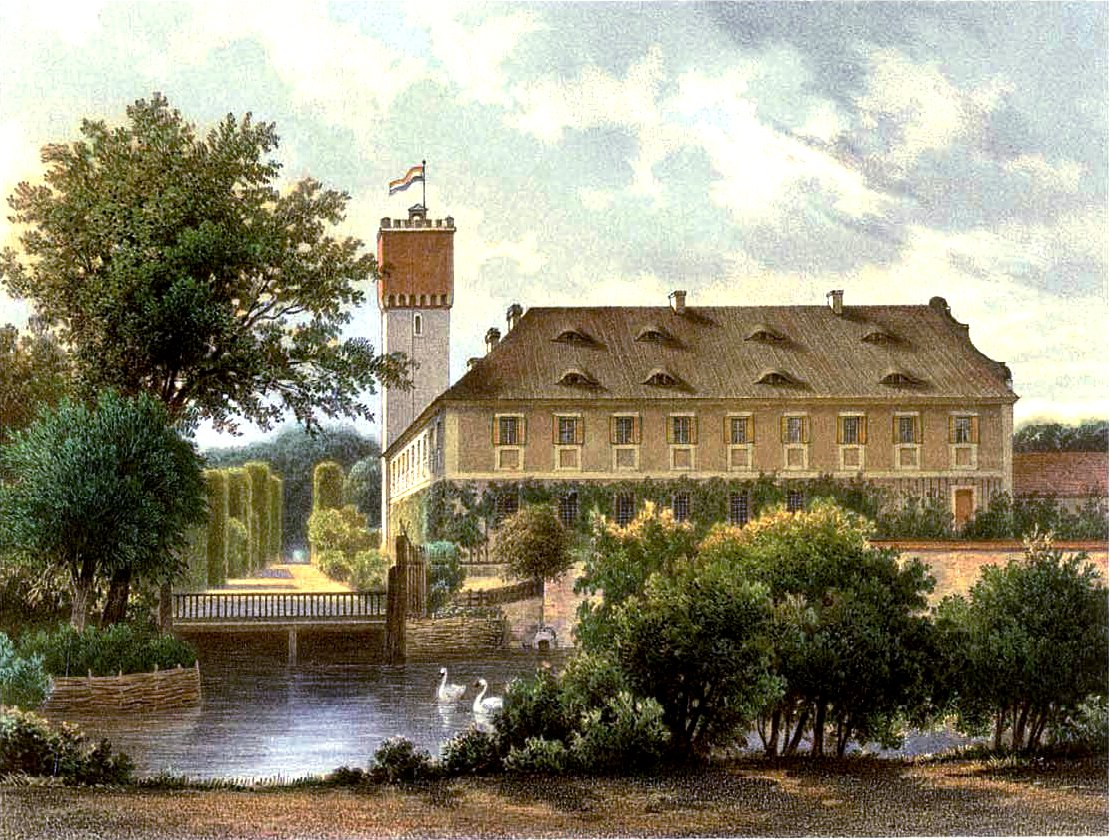
Schloss Schlanz um 1860, Sammlung Alexander Duncker

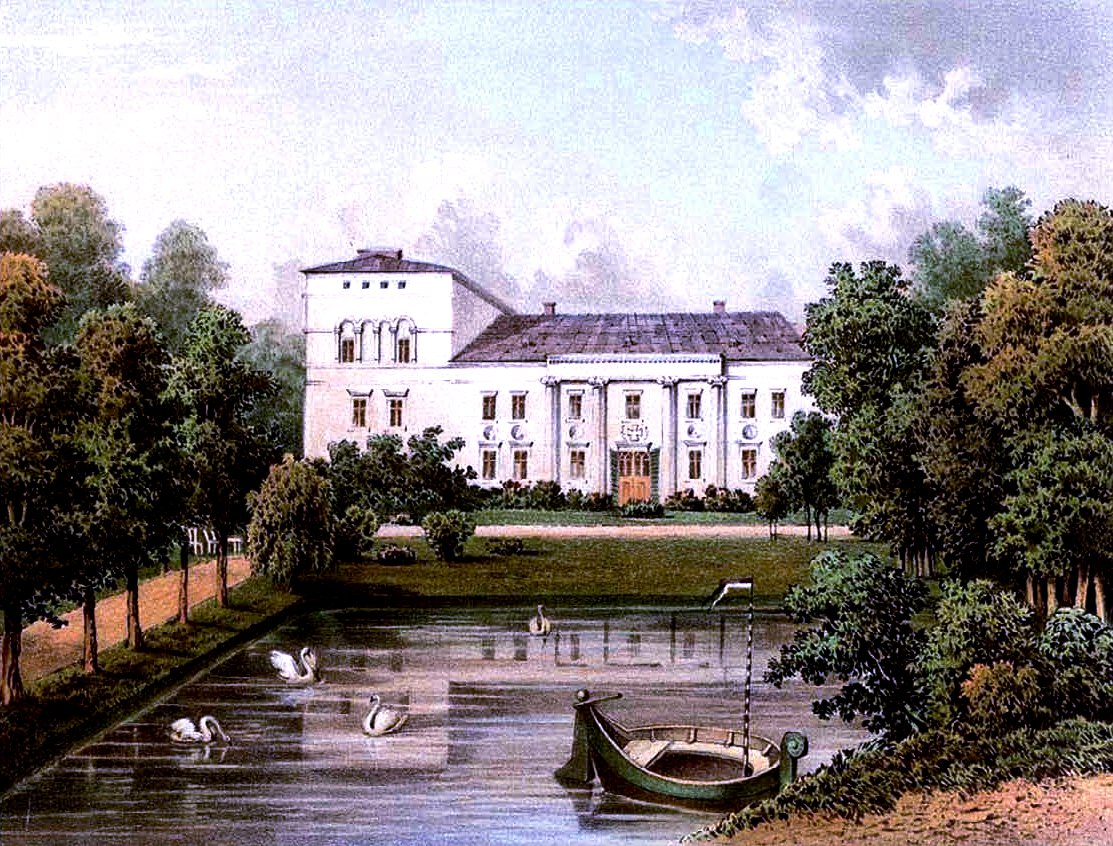
Schloss Groß Tinz um 1860, Sammlung Alexander Duncker

Die Landgemeinde Kobierzyce umfasst ein Gebiet von 149 km² mit rund 20.000 Einwohnern. Zur Gemeinde gehören folgende Orte:
- Bąki (Wilhelmsthal)
- Bielany Wrocławskie (Bettlern)
- Biskupice Podgórne (Bischwitz am Berge; 1937–45: Linden am Berge)
- Budziszów (Buchwitz; 1937–45: Buchen N.S.)
- Chrzanów-Magnice (Zaumgarten – Magnitz; 1937–45: Magning)
- Cieszyce (Seschwitz; 1937–45: Trostdorf)
- Dobkowice (Duckwitz; 1937–45: Gutendorf)
- Domasław (Domslau)
- Damianowice (Damsdorf)
- Jaszowice (Jäschwitz; 1937–45: Hannsfeld N.S.)
- Kobierzyce (Koberwitz, 1937–45 Rößlingen)
- Królikowice-Nowiny (Krolkwitz; 1937–45: Weidmannsau – Neuen)
- Krzyżowice (Schlanz) mit Schloss Schlanz
- Księginice (Kniegnitz; bis 1908: Polnisch Kniegnitz; 1937–45: Elfhofen)
- Kuklice (Guckelwitz; 1937–45: Berghuben)
- Małuszów (Malsen)
- Owsianka (Haberstroh)
- Pełczyce (Peltschütz; 1937–45: Buschfelde)
- Pustków Wilczkowski (Stein)
- Pustków Żurawski (Puschkowa; 1937–45: Hubertushof)
- Rolantowice (Lorankwitz; 1937–45: Rolandsmühle)
- Solna (Groß Sägewitz; 1937–45: Segen), mit Ruine Schloss Groß Sägewitz
- Ślęza (Lohe)
- Szczepankowice (Schönbankwitz; 1937–45: Schönlehn)
- Tyniec Mały (Klein Tinz)
- Tyniec nad Ślęzą (Groß Tinz a. d. Lohe)
- Wysoka (Wessig; 1937–45: Bergmühle)
- Wierzbice (Wirrwitz; 1937–45: Konradserbe)
- Żerniki Małe-Racławice Wielkie (Klein Sürding – Haidänichen)
- Żurawice (Schauerwitz; 1937–45: Freienfeld)

## Sehenswürdigkeiten

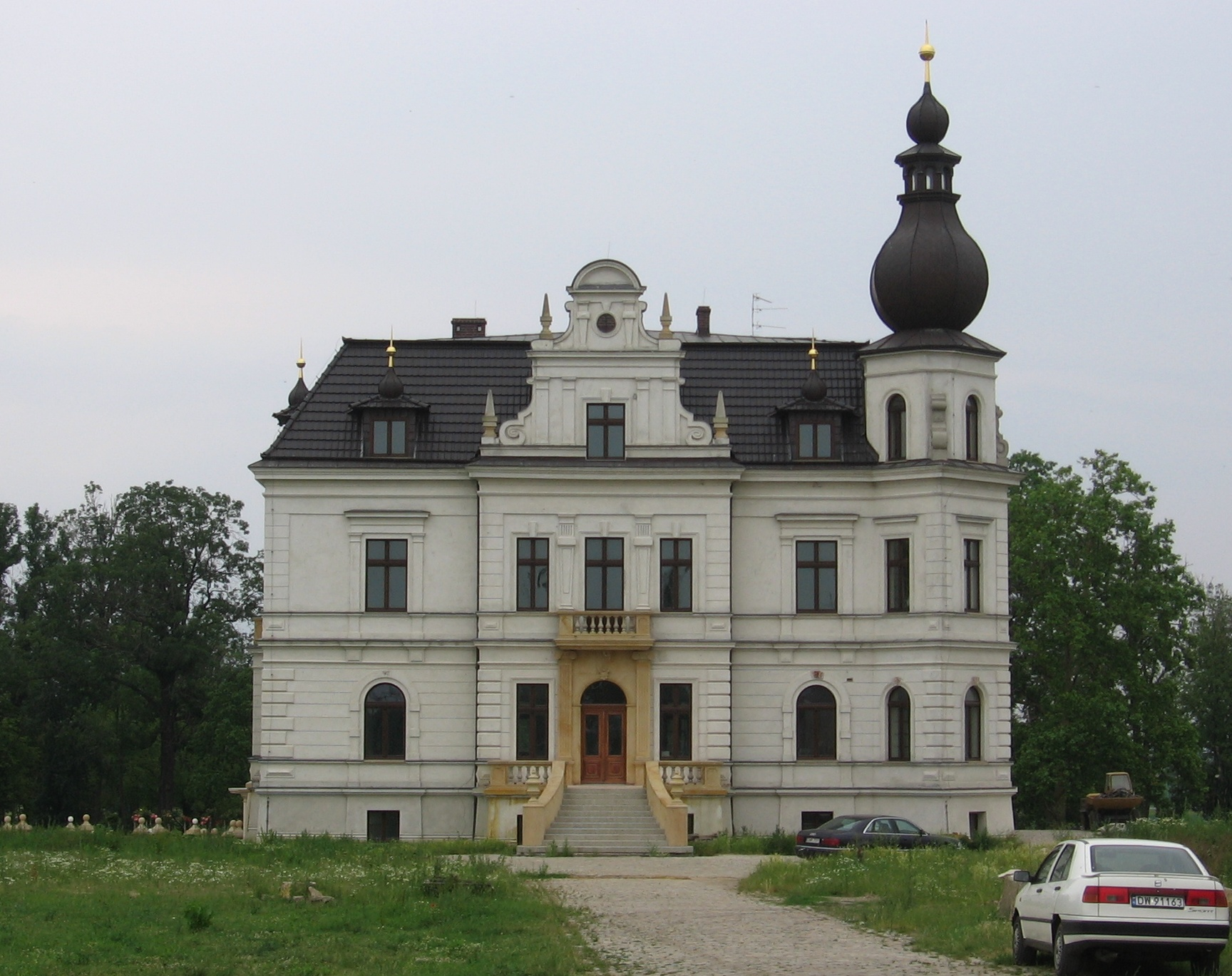
Das Schloss in Biskupice Podgórne (2006)

- Schloss Koberwitz, Neorenaissancebau (Sitz der Gemeindeverwaltung)
- Neubarockes Schloss in Biskupice Podgórne mit ausgedehntem Schlosspark
- Fachwerk-Herrenhaus in Bielany Wrocławskie aus dem 16. Jahrhundert
- Spätromanische St.-Michaels-Kirche (kościół św. Michała Archanioła) in Tyniec nad Ślęzą aus dem 13. Jahrhundert mit barocker Ausstattung und einem Turm aus dem 16. Jahrhundert. Vor der Kirche befindet sich eine Statue des böhmischen Landesheiligen Johann von Nepomuk von 1733
- Spätgotische Kirche Mariä Himmelfahrt (kościół Wniebowzięcia Najświętszej Marii Panny) in Tyniec Mały von 1493–1516 mit einem schiefen, niedrigen Glockenturm.

## Wirtschaft
Nach der politischen Wende von 1989 erlebte die Gemeinde wegen der Nähe zum florierenden Wirtschaftsstandort Breslau und der Autobahn A4 einen rasanten Aufschwung. Nach Angaben der Gemeinde wurden mittlerweile über 1,6 Milliarden Euro von ausländischen Unternehmen investiert und rund 6000 Arbeitsplätze geschaffen – vor allem im Gewerbegebiet Węzeł Bielański im Ort Bielany Wrocławskie nahe der A4 mit dem riesigen Centrum Bielany mit vielen Bau-, Einrichtungs- und Hypermärkten.
Im Ort Biskupice Podgórne wurde zudem von der LG.Philips LCD ab 2005 ein Werk für Flüssigkristallbildschirme errichtet, von dem sich die Gemeinde samt den neu entstehenden Zulieferbetrieben bis 2015 20.000 neue Arbeitsplätze erhoffte.
Ebenfalls in Biskupice Podgórne begann LG Chem im Jahr 2016 mit dem Bau einer Fabrik für Elektroauto-Antriebsbatterien; sie nahm 2018 ihren Betrieb auf. Zur weiteren Expansion erwarb LG Chem 2020 ein benachbart gelegenes Fabrikgebäude vom TV-Hersteller Vestel.

## Verkehr
Kobierzyce liegt an den Europastraßen E 40 (=Autobahn A4) und E 67 (=Schnellstraße S8).
Der ehemalige Bahnhof Kobierzyce liegt am Abzweig der ehemaligen Bahnstrecke Kobierzyce–Piława Górna (weitere Bahnhöfe in Szczepankowice, Budziszów und Pustków Wilczowski) von der, beide im Passagierverkehr und im Güterverkehr, betriebenen Bahnstrecke Wrocław–Jedlina-Zdrój (weitere Bahnhöfe in Bielany Wrocławskie, Domasław, Wierzbice und Pustków Żurawski).

## Persönlichkeiten
- Ernst Amadeus Wolff (1928–2008), Rechtswissenschaftler, geboren in Seschwitz
- Zdzisław Wrona (* 1962), Radrennfahrer, geboren in Pustków Wilczkowski